# Onias
Onias (gestorben 63 v. Chr.) war – wie der jüdische Geschichtsschreiber Flavius Josephus berichtet – ein in der Nähe von Jerusalem lebender „gerechter und Gott wohlgefälliger“ Jude, der durch sein Gebet während einer Dürreperiode erfolgreich Regen herbeigewünscht hatte und der seither bei seinen Landsleuten als ein Mann galt, der in besonderem Maße Gottes Ohr hatte.
Dieser Ruf wurde ihm allerdings zum Verhängnis, als während des Bruderkrieges zwischen dem jüdischen König Aristobulos und dem Hohepriester Hyrkanos (beide aus dem Geschlecht der Makkabäer) in den Tagen vor dem Paschafest 63 v. Chr. die Truppen des Nabatäerkönigs Aretas III., der Hyrkanos unterstützte, vor das befestigte Jerusalem rückten, um den dort verschanzten Aristobulos zu belagern. Während viele andere vornehme Juden vor den um sich greifenden Kriegsgeschehnissen bereits nach Ägypten geflüchtet waren, wo es eine große jüdische Kolonie gab, war Onias im Lande geblieben und hielt sich dort verborgen. Er wurde jedoch von Soldaten des Hyrkanos ergriffen und ins Lager geführt. Dort verlangte man von ihm, Aristobulos und seine Anhänger zu verfluchen. Onias bat dagegen Gott, dass er keiner der beiden Seiten ein Gelingen in dem gewähren möchte, was sie gegen die andere Seite unternehmen wolle. Er wurde sodann von den Umstehenden gesteinigt.
Flavius Josephus berichtet, dass diese Gräueltat an einem „Gerechten“ nicht unbestraft blieb, indem alsbald ein Unwetter heraufzog, das alle Feldfrüchte der Gegend vernichtete und dadurch den Belagerern die Versorgung erschwerte.
Der bei Flavius Josephus geschilderte Märtyrertod des Onias ist ein Beispiel für das Schicksal eines „Gerechten Gottes“, deren auch die talmudische Literatur verschiedene enthält. Der amerikanische Religionshistoriker Robert Eisenman stellt Onias in dieser Beziehung in eine Reihe mit Johannes dem Täufer und dem (ebenfalls gesteinigten) Jakobus, dem Bruder Jesu.